# Theridion praetextum
Theridion praetextum là một loài nhện trong họ Theridiidae.
Loài này thuộc chi Theridion. Theridion praetextum được Eugène Simon miêu tả năm 1900.